# Сысоев, Павел Яковлевич
Па́вел Я́ковлевич Сысо́ев (27 февраля 1941, село Кармалы, Янтиковский район, Чувашская АССР — 6 августа 1982, Тольятти, СССР) — советский спортсмен, мастер спорта СССР международного класса по лёгкой атлетике.

## Биография
Победитель первенства Чувашской АССР в беге на средние дистанции среди юношей. Специализировался на беге на 3000 метров с препятствиями
В 1970 году, представляя Львов Украинской ССР, стал бронзовым призёром чемпионата СССР. На следующий год, выступая за Тольятти, Сысоев стал победителем 5-й летней Спартакиады народов СССР, результаты также шли в зачёт чемпионата СССР.
На международной арене представлял страну на чемпионате Европы по лёгкой атлетике в Афинах в 1969, где не пробился через квалификационный отбор, но на следующем чемпионате, проходившем в Хельсинки стал бронзовым призёром, установив в финальном забеге также свой личный рекорд: 8:26,41
Мастер спорта (1966) и мастер спорта СССР международного класса (1971) по лёгкой атлетике.
В 1971 году окончил Стерлитамакский техникум физической культуры. Работал тренером в спортивном клубе АвтоВАЗа (Тольятти). Скончался в Тольятти в 1982 году.

## Спортивные достижения
| Год  | Соревнования                                                     | Место проведения | Место | Результат |
| ---- | ---------------------------------------------------------------- | ---------------- | ----- | --------- |
| 1970 | Чемпионат СССР по лёгкой атлетике. 3000 метров с препятствиями   | Минск            | 3     | 8.38,0    |
| 1971 | Чемпионат СССР по лёгкой атлетике. 3000 метров с препятствиями   | Москва           | 1     | 8.30,6    |
| 1971 | Чемпионат Европы по лёгкой атлетике. 3000 метров с препятствиями | Хельсинки        | 3     | 8.26,42   |